# Companhia da Virginia
A Companhia da Virginia (Virgínia Company, em inglês) foi uma empresa comercial inglesa fundada pelo rei Jaime I em 10 de abril de 1606 com o objetivo de colonizar a costa oriental da América. A costa recebeu o nome de Virgínia, em homenagem a Isabel I, a “rainha virgem” e se estendia do atual Maine até as Carolinas. Os acionistas da empresa eram londrinos e ela se distinguia da Companhia Plymouth, que foi fundada na mesma época e composta em grande parte por aristocratas de Plymouth, na Inglaterra.
O maior avanço comercial ocorreu depois que o aventureiro e colono John Rolfe introduziu a plantação de um tabaco mais palatável no Caribe. Estes produziram um produto mais atraente do que o tabaco de sabor desagradável nativo da Virgínia. O cultivo das novas variedades de tabaco de Rolfe produziu uma forte colheita de mercadorias para exportação para a Companhia de Londres e outras primeiras colónias inglesas e ajudou a equilibrar o déficit comercial nacional com a Espanha. A empresa faliu em 1624, após a destruição generalizada do Grande Massacre de 1622 pelos povos indígenas da colônia, que dizimou a população inglesa. Em 24 de maio, Jaime I dissolveu a empresa e fez da Virgínia uma colônia real da Inglaterra, com colonos do sexo masculino proprietários mantendo algum governo representativo por meio da câmara baixa, a Câmara dos Burgueses.

## História

### A Companhia Plymouth

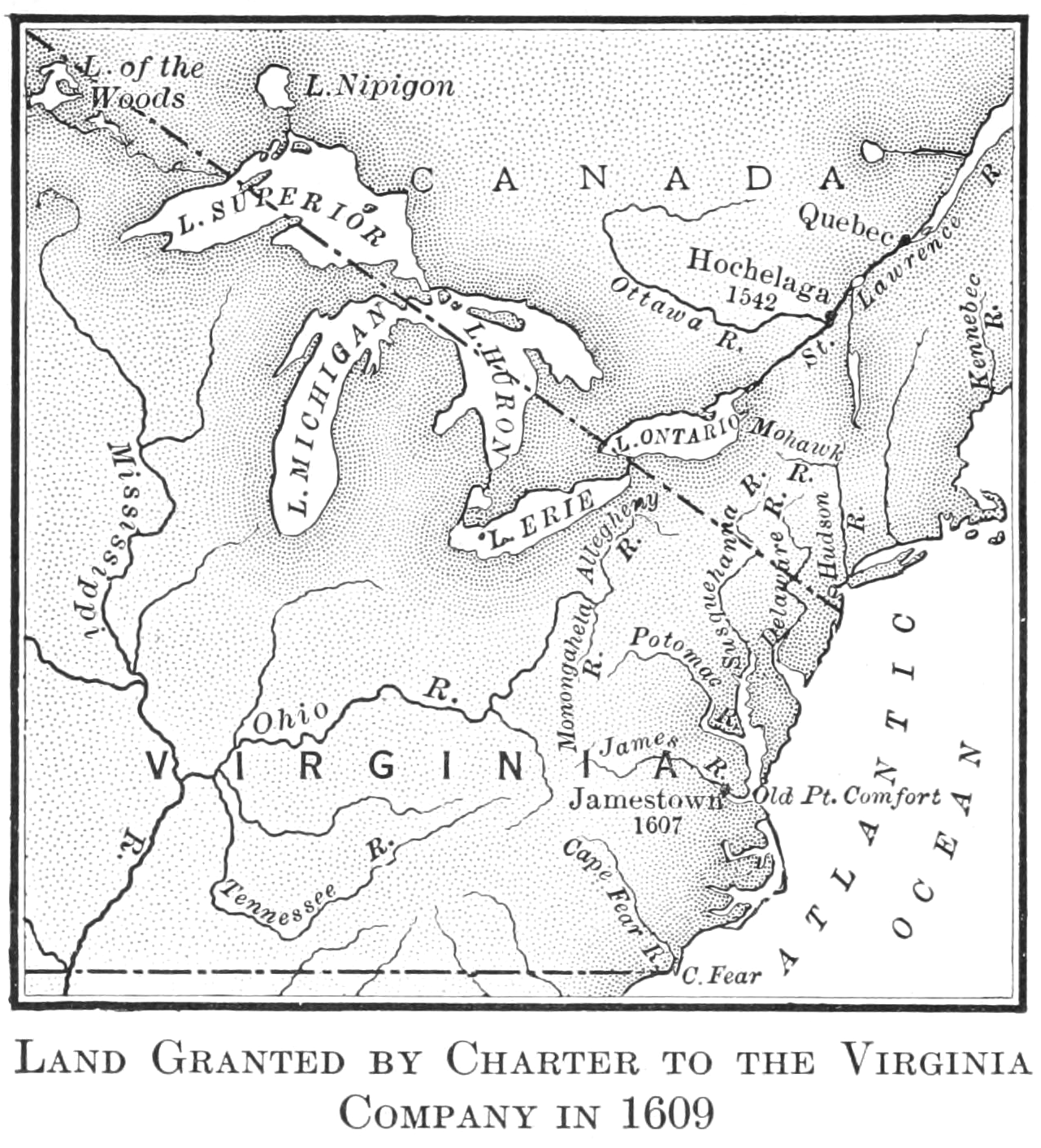
Os limites da carta em 1609

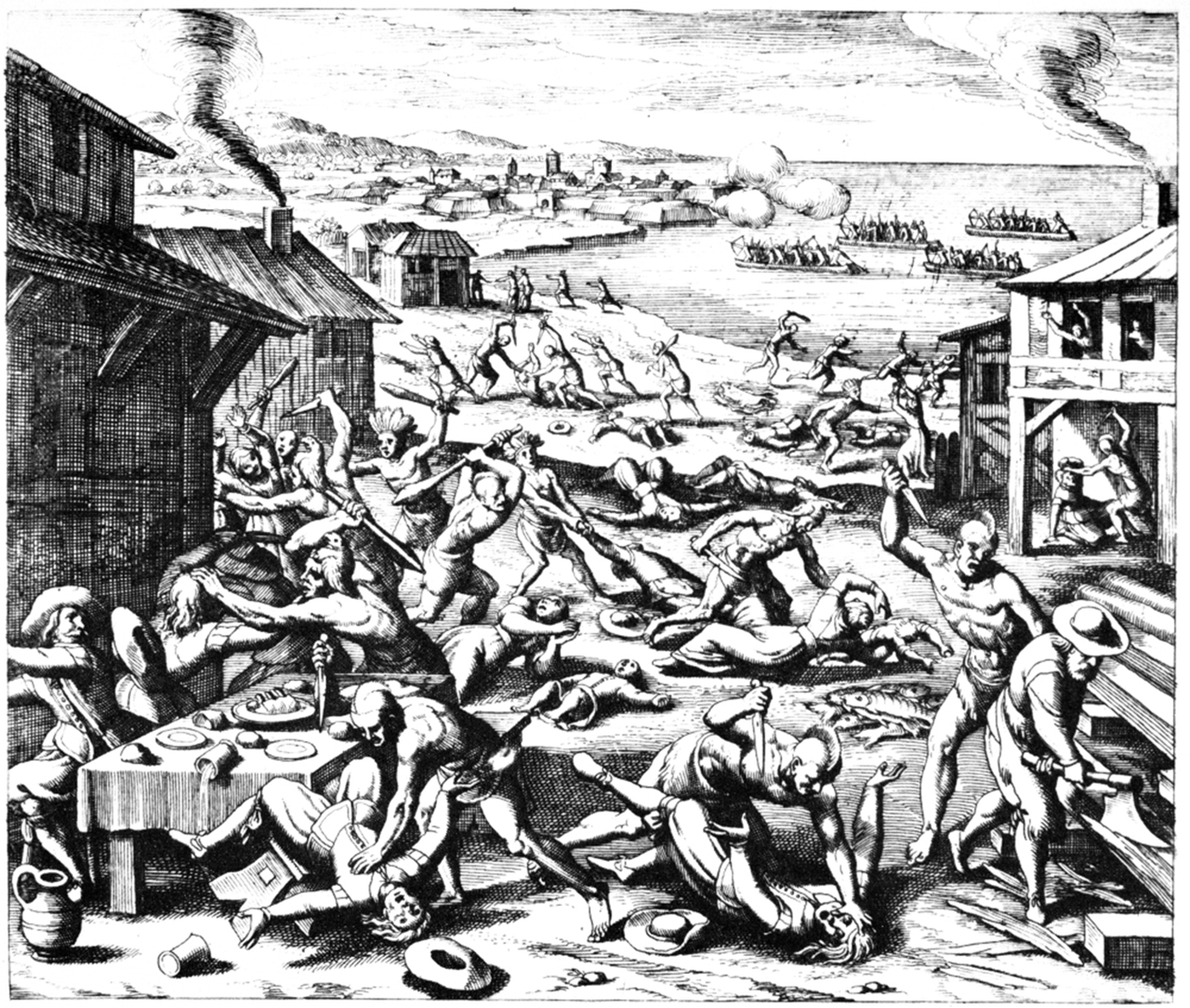
O Massacre Indígena de 1622

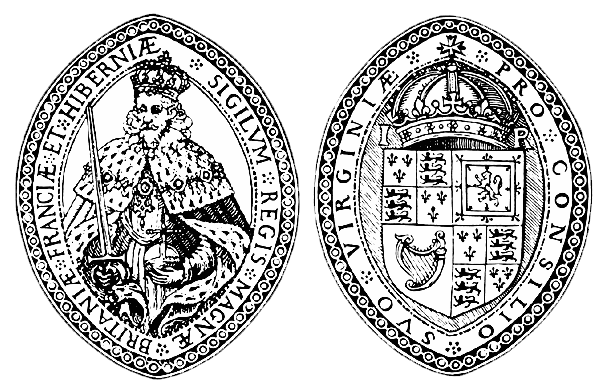
O selo real de Jaime I da Inglaterra como presidente do Conselho da Virgínia, as inscrições significando: "Selo do Rei da Grã-Bretanha, França e Irlanda"; "Para seu Conselho da Virgínia" (c. 1606)

Em 1606, o conselho administrativo se localizava em Londres composto pelos principais acionistas da empresa. Os membros foram escolhidos pela empresa e nomeados por Jaime. O conselho na Inglaterra orientou então os colonos a nomearem o seu próprio conselho local, o que se revelou ineficaz. O conselho tinha que obter a aprovação de Londres para a criação de leis e definições orçamentárias, e limitou o empreendimento a 100 milhas quadradas.

A Carta de 1606 não mencionou uma Companhia da Virgínia ou uma Companhia de Plymouth; esses nomes foram aplicados um pouco mais tarde ao empreendimento como um todo. A Carta de 1609 estipula duas empresas distintas:
(...)"que eles deveriam se dividir em duas colônias, aquela composta por diversos guerreiros, fidalgos, mercadores e outros de nossa cidade de Londres, chamada de Primeira Colônia;  Cavaleiros e fidalgos isolados e outros das cidades de Bristol, Exeter, Plymouth e outros lugares, chamados de Segunda Colônia."
Pelos termos da carta, a Companhia de Londres foi autorizada a estabelecer uma colônia de 160 quilômetros quadrados entre as latitudes 34° e 41° N, aproximadamente entre o Cabo Fear e o Estuário de Long Island. Também possuía uma grande parte do interior do Canadá. A empresa estabeleceu o assentamento de Jamestown no atual estado da Virgínia, em 14 de maio de 1607, cerca de 40 milhas para o interior ao longo do rio James, um importante afluente da Baía de Chesapeake. Em 1620, George Calvert pediu a Jaime I uma carta para os católicos ingleses, para que o território pudesse ser adicionado à Companhia Plymouth.
A Companhia Plymouth  foi autorizada a estabelecer assentamentos entre as latitudes 38° e 45° N, aproximadamente entre o curso superior da Baía de Chesapeake e a atual fronteira dos Estados Unidos com o Canadá. Em 13 de agosto de 1607, a Companhia Plymouth  estabeleceu a Colônia Popham ao longo do rio Kennebec, no Maine. No entanto, foi abandonado após cerca de um ano e a Companhia Plymouth  se desfez. Uma empresa sucessora acabou estabelecendo um assentamento permanente em 1620, quando os peregrinos chegaram a Plymouth, Massachusetts, a bordo do Mayflower.
A Segunda Carta expandiu a área do empreendimento de mar a mar e nomeou um governador, porque os conselhos locais se revelaram ineficazes. O governador Thomas West, 3º Barão De La Warr (conhecido como Lord Delaware) navegou para a América em 1610. Jaime I delegou ao governador da Virgínia o poder absoluto.
Também em 1609, uma missão muito maior, a Terceira Missão de Abastecimento foi organizada. Um novo navio construído especificamente, chamado Sea Venture, foi colocado em serviço sem os habituais testes de mar. Ela se tornou a nau capitânia de uma frota de nove navios, com a maioria dos líderes, alimentos e suprimentos a bordo. A bordo do Sea Venture estavam o almirante da frota George Somers, o vice-almirante Christopher Newport, o governador da Colônia da Virgínia, Sir Thomas Gates, William Strachey e o empresário John Rolfe com sua esposa grávida.
A terceira missão de abastecimento encontrou um furacão que durou três dias e separou os navios uns dos outros. O Sea Venture estava vazando através de sua nova calafetagem, e o almirante Somers fez com que ele encalhasse em um recife para evitar afundar, salvando 150 homens e mulheres, mas destruindo o navio. O arquipélago desabitado foi oficialmente denominado "Ilhas Somers" em homenagem ao Almirante Somers. Os sobreviventes construíram dois navios menores a partir de partes recuperadas do Sea Venture, que chamaram de Deliverance and Patience.
Dez meses depois, seguiram para Jamestown, chegando em 23 de maio de 1610. Deixaram vários homens para trás no arquipélago para estabelecer a posse dele. Em Jamestown, eles descobriram que mais de 85% dos 500 colonos morreram durante uma época de fome. Os passageiros do Sea Venture esperavam encontrar uma colônia próspera e trouxeram pouca comida ou suprimentos com eles. Os colonos de Jamestown foram salvos apenas pela chegada oportuna, três semanas depois, de uma missão de abastecimento liderada pelo "Lord Delaware".
A Companhia da Virginia não conseguiu descobrir ouro ou prata na Virgínia, para decepção dos seus investidores. No entanto, eles estabeleceram comércio de vários tipos. A empresa foi beneficiada por rifas em toda a Inglaterra até serem canceladas pela Coroa. A empresa chegou a considerar a venda títulos de nobreza para ganhar apoio à colônia.
Em fevereiro de 1613, projetos da empresa foram promovidos na corte quando o advogado Richard Martin ajudou a produzir  a Apresentação Memorável do Templo Médio e Lincoln's Inn no Palácio de Whitehall para o casamento da Princesa Isabel I e Frederico V do Palatinado. A máscara representou no palco os povos da Virgínia e também introduziu o tema da mineração de ouro.
Em 1612, o estatuto da empresa foi oficialmente estendido para incluir as Ilhas Somers como parte da Colônia da Virgínia. No entanto, as ilhas passaram para a  Companhia das Ilhas Somers em 1615, que era formada pelos mesmos acionistas da Companhia London. A terceira carta expandiu o território para o leste para incluir as Ilhas Somers e outras ilhas.
Em 18 de novembro de 1618, os oficiais da Companhia da Virgínia, Thomas Smythe e Edwin Sandys, enviaram um conjunto de instruções ao governador da Virgínia, George Yeardley, que são frequentemente chamadas de "A Grande Carta", embora não tenham sido emitidas por James. Esta carta deu autogoverno à colônia, o que levou ao estabelecimento de um Conselho de Estado nomeado pelo governador e uma Assembleia Geral eleita (Câmara dos Burgueses), e previu que a colônia não seria mais financiada pela venda de ações, mas pelo cultivo do tabaco . O nascimento de um governo representativo nos Estados Unidos pode ser traçado a partir desta Grande Carta, uma vez que previa o autogoverno a partir do qual foram criados a Câmara dos Burgueses e um Conselho Geral.
Os povos indígenas tornaram-se cada vez mais resistentes à competição dos colonos e aos maus-tratos sofridos por eles. o que culminou em sua revolta no evento que é conhecido como Massacre de Jamestown de 1622, também conhecido como o Grande Massacre, que dizimou a população. Após o massacre, sobreviventes de cerca de oitenta plantações reuniram-se em apenas oito perto de Jamestown. Na Grã-Bretanha, os dirigentes da empresa debateram sobre a guarda do estatuto original ou a decisão de dissolver a empresa. O Massacre de Jamestown trouxe atenção desfavorável para a colônia, especialmente de Jaime I, fundador da empresa .
Houve um período de debate na Grã-Bretanha entre os dirigentes da empresa que desejavam proteger o estatuto original e aqueles que queriam que a empresa fosse dissolvida. Em 24 de maio de 1624, Jaime dissolveu a empresa e fez da Virgínia uma colônia real.